# Agelas cavernosa
Agelas cavernosa är en svampdjursart som beskrevs av Thiele 1903. Agelas cavernosa ingår i släktet Agelas och familjen Agelasidae. Inga underarter finns listade i Catalogue of Life.